# Основные начала геологии
«Основные начала геологии или новейшие изменения земли и её обитателей» (англ. Principles of Geology) — один из первых фундаментальных печатных трудов по геологии, написанный британским учёным Чарлзом Лайелем. Впервые опубликован в 1830—1833 годах на английском языке, первый русский перевод был сделан в 1866 году. Оказал существенное влияние на теорию эволюции Чарлза Дарвина.

## Содержание
В 1830 году Чарлз Лайель определил геологию как «науку, рассматривающую постепенные изменения, происходящие в органическом и неорганическом царствах природы». Он указал, что ещё в XVIII веке эта наука была всего лишь разделом минералогии.
На обложке работы Лайеля изображён Храм Сераписа в итальянском городе Поццуоли. Три столба на суше имеют следы от моллюсков, которые заселяли их, когда они находились под водой. Загадка стоящих столбов, то опускающихся под воду, то поднимающихся над ней, вызывала интерес геологов, пока не было установлено, что причиной таких изменений являются медленные движения магмы под корой земли, которые поднимали и опускали землю. Для Лайеля колонны этого храма являлись наглядным доказательством того, как постепенные и устойчивые процессы изменяют облик мира.

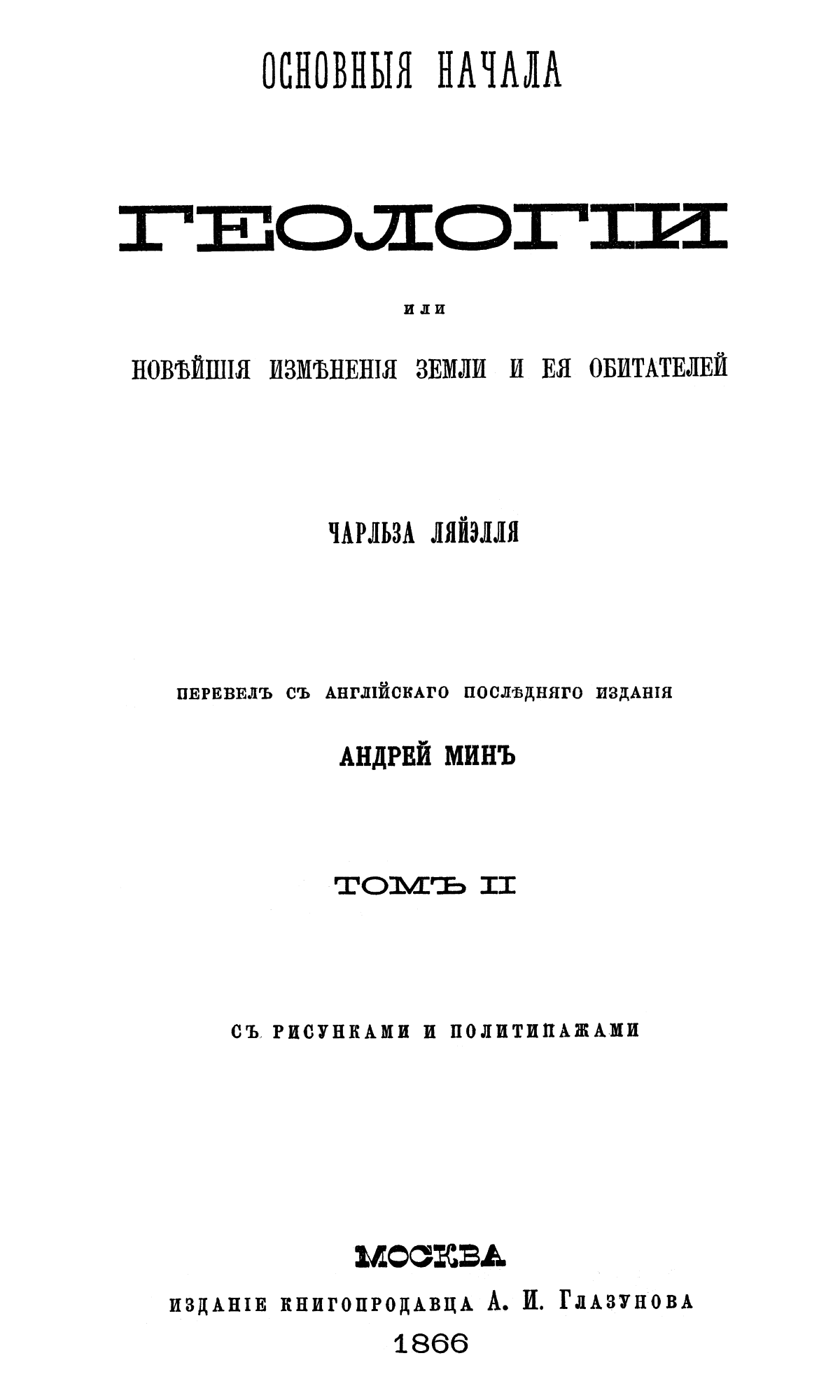
Русское издание, 1866

В начале геологи[какие?] исходили из делювиальной теории, согласно которой ископаемые останки древних моллюсков (ракушки) свидетельствуют в пользу существования всемирного потопа. Однако обнаружение останков слонов и носорогов в холодных регионах России убедило учёных, что история Земли гораздо сложнее. Антирелигиозный подход в геологии был выражен сторонниками вулканизма, которые считали, что Земля остывает, но раньше она вся была покрыта огнедышащими вулканами. Кроме российских слонов (мамонтов) в пользу этой гипотезы говорило открытие, что базальтовая основа древнейших (первичных) геологических пластов представляет собой остывшую и затвердевшую лаву.
Лайель дистанцируется от споров вулканистов с нептунистами, пытаясь взять все лучшее от них. Он соглашается, что «древнейшая фауна была исключительно морской», но решительно отрицает существование внезапных потопов. Затопление ряда территорий он объясняет исключительно поднятием или опусканием почвы, которое происходит чрезвычайно медленно. Так на примере Скандинавии Лайель утверждает, что скорость подъёма почвы составляет около 5 футов в столетие. Именно на этом тезисе он строит доказательство, что возраст Земли огромен, ибо подъём гор и образование речных долин превосходит возраст человечества. На основании наблюдения за валунами, Лайель также приходит к истинности ледниковой гипотезы.
Лайель не придерживался полностью материалистического объяснения геологических процессов. Он предполагал, что Земля создана для человеческого обитания и изменения всегда происходят медленно и постепенно, соответствуя Божьему плану.
Периодизация
- Первичный период — формирование базальта и гранита.
- Вторичный период: силур, девон, карбон, пермь, ляйас, оолит, мел.
- Третичный период: эоцен, миоцен, плиоцен

## Издания
Первые издания на английском языке:
1. 2 тома: London: John Murray. Vol 1 Архивная копия от 13 апреля 2013 на Wayback Machine, Jan. 1830[4] — Vol 2 Архивная копия от 24 апреля 2013 на Wayback Machine, Jan. 1832 — Vol 3 Архивная копия от 24 апреля 2013 на Wayback Machine, May 1833
2. 2 тома: London: John Murray. Vol 1, 1832 — Vol 2, Jan. 1833
3. 4 тома: London: John Murray. May 1834
4. 3 тома: London: John Murray, 1835. Vol 1 Архивная копия от 26 апреля 2021 на Wayback Machine — Vol 2 Архивная копия от 26 апреля 2021 на Wayback Machine — Vol 3
5. 4 тома: London: John Murray, 1837. Vol 1 — Vol 2 — Vol 3 — Vol 4
6. 3 тома: June 1840
7. 1 том: Feb. 1847
8. 1 том: May 1850
9. 1 vol., 1853
10. 2 тома: 1866-68
11. 2 тома: 1872
12. 2 тома: 1875. Vol 1 — 2 Vol.